# Fopay Peak
Der Fopay Peak ist ein Berg in der antarktischen Ross Dependency. In der Queen Elizabeth Range ragt er 8 km nordwestlich des Mount Macbain an der Südflanke des Cornwall-Gletschers auf.
Das Advisory Committee on Antarctic Names benannte ihn 1966 nach Charles F. Fopay (1917–2002), der 1958 als Meteorologe auf der Station Little America V tätig war.